# الفجرة (الربادي)

تعديل مصدري - تعديل

الفجرة محلة تابعة لقرية الزواحل، التابعة لعزلة الربادي بمديرية جبلة إحدى مديريات محافظة إب في الجمهورية اليمنية، بلغ تعداد سكانها 180 حسب تعداد اليمن لعام 2004.